# Europaspiele 2023/Teilnehmer (Slowenien)
| Gelbes Symbol für Goldmedaillen mit stilisierten Olympischen Ringen | Graues Symbol für Silbermedaillen mit stilisierten Olympischen Ringen | Braundes Symbol für Bronzemedaillen mit stilisierten Olympischen Ringen |
| ------------------------------------------------------------------- | --------------------------------------------------------------------- | ----------------------------------------------------------------------- |
| 2                                                                   | 4                                                                     | 1                                                                       |

Slowenien nahm an den Europaspielen 2023 in Krakau teil.

## Medaillengewinner
| Name/n                                         | Sportart       | Wettkampf                |
| ---------------------------------------------- | -------------- | ------------------------ |
| Gold                                           |                |                          |
| Kristjan Čeh                                   | Leichtathletik | Diskuswurf, Männer       |
| Nika Križnar                                   | Skispringen    | Frauen Großschanze       |
| Silber                                         |                |                          |
| Maruša Mišmaš Zrimšek                          | Leichtathletik | 3000 m Hindernis, Frauen |
| Tina Šutej                                     | Leichtathletik | Stabhochsprung, Frauen   |
| Nika Prevc                                     | Skispringen    | Frauen Normalschanze     |
| Nika Prevc                                     | Skispringen    | Frauen Großschanze       |
| Bronze                                         |                |                          |
| Nika Prevc Timi Zajc Nika Križnar Anže Lanišek | Skispringen    | Mixed Teamspringen       |

## Teilnehmer nach Sportarten

### 3×3 Basketball
| Wettbewerb    | Männer                                                      |
| ------------- | ----------------------------------------------------------- |
| Athleten      | Adrian Hirschmann Jure Ličen Milorad Sedlarević Jakob Strel |
| Gruppenphase  | Belgien 8:21 Spanien 17:21 Lettland 21:18                   |
| Viertelfinale | ausgeschieden                                               |
| Halbfinale    | ausgeschieden                                               |
| Bronze/Finale | ausgeschieden                                               |
| Rang          |                                                             |

Ersatz: Blaz Janezic

### Leichtathletik
| Team      | Wettbewerb  | Wettbewerb | Punkte | Punkte | Punkte | Punkte | Punkte | Punkte | Punkte     | Punkte    | Punkte    | Punkte      | Punkte           | Punkte      | Punkte    | Punkte     | Punkte     | Punkte         | Punkte     | Punkte     | Punkte     | Punkte | Rang |
| Team      | Wettbewerb  | Wettbewerb | 100 m  | 200 m  | 400 m  | 800 m  | 1500 m | 5000 m | 110 m Hü.* | 400 m Hü. | 4 × 100 m | 4 × 400 m** | 3000 m Hindernis | Kugelstoßen | Speerwurf | Hammerwurf | Diskuswurf | Stabhochsprung | Hochsprung | Dreisprung | Weitsprung | Gesamt | Rang |
| --------- | ----------- | ---------- | ------ | ------ | ------ | ------ | ------ | ------ | ---------- | --------- | --------- | ----------- | ---------------- | ----------- | --------- | ---------- | ---------- | -------------- | ---------- | ---------- | ---------- | ------ | ---- |
| Slowenien | 2. Division | Männer     | 14     | 0      | 11     | 13     | 5      | 0      | 10         | 15        | 15        | 16          | 7                | 11          | 11        | 6          | 16         | 9,5            | 9,5        | 8          | 6          | 372    | 4    |
| Slowenien | 2. Division | Frauen     | 9      | 5      | 13     | 12     | 12     | 15     | 12         | 15        | 10        | 16          | 16               | 5           | 10        | 4          | 13         | 16             | 11         | 10         | 7          | 372    | 4    |

* Die Frauen treten über 100 m Hürden, statt 110 m Hürden an.
** Die 4 × 400 m sind ein Mixed-Wettkampf.

#### Einzelresultate
| Wettbewerb       | Männer                                                             | Männer         | Männer | Männer      | Frauen                                                      | Frauen         | Frauen | Frauen      |
| Wettbewerb       | Athlet                                                             | Ergebnis       | Rang   | Rang Gesamt | Athletin                                                    | Ergebnis       | Rang   | Rang Gesamt |
| ---------------- | ------------------------------------------------------------------ | -------------- | ------ | ----------- | ----------------------------------------------------------- | -------------- | ------ | ----------- |
| 100 m            | Anej Čurin Prapotnik                                               | 10,34 s        | 03     | 12          | Lucija Potnik                                               | 11,68 s        | 08     | 25          |
| 200 m            | Matevž Šuštaršič                                                   | DNF            | DNF    | DNF         | Agata Zupin                                                 | 23,73 s SB     | 12     | 27          |
| 400 m            | Rok Ferlan                                                         | 46,06 s PB     | 06     | 18          | Anita Horvat                                                | 51,80 s SB     | 04     | 12          |
| 800 m            | Jan Vukovič                                                        | 1:48,18 min    | 04     | 17          | Jerneja Smonkar                                             | 2:01,79 min PB | 07     | 14          |
| 1500 m           | Rok Markelj                                                        | 3:48,62 min    | 12     | 33          | Veronika Sadek                                              | 4:14,59 min PB | 07     | 17          |
| 5000 m           | Vid Botolin                                                        | DSQ            | DSQ    | DSQ         | Klara Lukan                                                 | 15:33,39 min   | 02     | 07          |
| 110/100 m Hürden | Filip Jakob Demšar                                                 | 13,99 s        | 07     | 20          | Nika Glojnarič                                              | 13,29 s        | 07     | 17          |
| 400 m Hürden     | Matic Ian Guček                                                    | 49,48 s EU23L  | 02     | 06          | Agata Zupin                                                 | 56,58 s        | 02     | 09          |
| 3000 m Hindernis | Klemen Vilhar                                                      | 9:04,33 min PB | 10     | 29          | Maruša Mišmaš Zrimšek                                       | 9:23,41 min    | 01     | Silber      |
| 4 × 100 m        | Jernej Gumilar Matevž Šuštaršič Andrej Skočir Anej Čurin Prapotnik | 39,29 s SB     | 02     | 10          | Joni Tomičić Prezelj Kaja Debevec Lucija Potnik Lina Hribar | 45,27 s SB     | 07     | 20          |
| Kugelstoßen      | Blaž Zupančič                                                      | 19,20 m        | 06     | 16          | Veronika Domjan                                             | 13,60 m SB     | 12     | 31          |
| Speerwurf        | Anže Durjava                                                       | 75,09 m        | 06     | 12          | Martina Ratej                                               | 56,14 m        | 07     | 13          |
| Hammerwurf       | Jakob Urbanč                                                       | 64,27 m        | 11     | 23          | Esma Pajt                                                   | 51,07 m        | 13     | 35          |
| Diskuswurf       | Kristjan Čeh                                                       | 69,94 m CR     | 01     | Gold        | Veronika Domjan                                             | 55,73 m        | 04     | 12          |
| Stabhochsprung   | Robert Renner                                                      | 4,90 m         | =7     | =24         | Tina Šutej                                                  | 4,70 m         | 01     | Silber      |
| Hochsprung       | Sandro Jeršin Tomassini                                            | 2,11 m         | =7     | =18         | Lia Apostolovski                                            | 1,84 m         | 06     | 13          |
| Dreisprung       | Jan Luxa                                                           | 15,17 m        | 09     | 23          | Neja Filipič                                                | 13,35 m        | 07     | 15          |
| Weitsprung       | Dino Subašič                                                       | 7,26 m         | 11     | 29          | Urša Matotek                                                | 6,01 m         | 10     | 26          |

| Wettbewerb | Mixed                                                 | Mixed          | Mixed | Mixed       |
| Wettbewerb | Athleten                                              | Ergebnis       | Rang  | Rang Gesamt |
| ---------- | ----------------------------------------------------- | -------------- | ----- | ----------- |
| 4 × 400 m  | Lovro Mesec Košir Agata Zupin Rok Ferlan Anita Horvat | 3:14,72 min WL | 1     | 10          |

Ersatz: Maja Bedrač, Jaca Hace, Gal Kumar, Brina Likar

### Radsport

#### BMX-Freestyle
| Athleten   | Wettbewerb | Qualifikation | Qualifikation | Finale        | Finale        | Rang |
| Athleten   | Wettbewerb | Punkte        | Rang          | Punkte        | Rang          | Rang |
| ---------- | ---------- | ------------- | ------------- | ------------- | ------------- | ---- |
| Männer     |            |               |               |               |               |      |
| Jaka Remec | Park       | 72,33         | 12            |               |               |      |
| Matej Žan  | Park       | 65,83         | 19            | ausgeschieden | ausgeschieden | 19   |

### Skispringen
| Athleten                                       | Wettbewerb    | 1. Durchgang                                    | 1. Durchgang | 1. Durchgang | 2. Durchgang                                    | 2. Durchgang | 2. Durchgang | Gesamt | Gesamt |
| Athleten                                       | Wettbewerb    | Weite                                           | Punkte       | Rang         | Weite                                           | Punkte       | Rang         | Punkte | Rang   |
| ---------------------------------------------- | ------------- | ----------------------------------------------- | ------------ | ------------ | ----------------------------------------------- | ------------ | ------------ | ------ | ------ |
| Frauen                                         |               |                                                 |              |              |                                                 |              |              |        |        |
| Katra Komar                                    | Normalschanze | 093,5 m                                         | 117,7        | 05           | 095,5 m                                         | 119,1        | 05           | 236,8  | 05     |
| Katra Komar                                    | Großschanze   | 124,0 m                                         | 105,5        | 09           | 112,0 m                                         | 088,5        | 18           | 194,0  | 13     |
| Ajda Košnjek                                   | Normalschanze | 081,0 m                                         | 092,8        | 17           | 085,0 m                                         | 096,9        | 19           | 189,7  | 19     |
| Ajda Košnjek                                   | Großschanze   | 114,5 m                                         | 088,2        | 14           | 119,0 m                                         | 091,0        | 17           | 179,2  | 17     |
| Nika Križnar                                   | Normalschanze | 093,0 m                                         | 115,1        | 07           | 098,0 m                                         | 123,5        | 03           | 238,6  | 04     |
| Nika Križnar                                   | Großschanze   | 137,5 m                                         | 135,0        | 01           | 132,0 m                                         | 142,4        | 01           | 277,4  | Gold   |
| Nika Prevc                                     | Normalschanze | 097,5 m                                         | 133,2        | 02           | 100,5 m                                         | 129,1        | 01           | 262,3  | Silber |
| Nika Prevc                                     | Großschanze   | 130,0 m                                         | 122,2        | 02           | 125,5 m                                         | 126,0        | 04           | 248,2  | Silber |
| Maja Vtič                                      | Normalschanze | 084,5 m                                         | 099,2        | 14           | 089,0 m                                         | 103,7        | 17           | 202,9  | 15     |
| Maja Vtič                                      | Großschanze   | 113,5 m                                         | 083,3        | 16           | 114,5 m                                         | 86,6         | 20           | 169,9  | 18     |
| Männer                                         |               |                                                 |              |              |                                                 |              |              |        |        |
| Žiga Jelar                                     | Normalschanze | 096,0 m                                         | 116,0        | 17           | 097,0 m                                         | 114,1        | 21           | 230,1  | 19     |
| Žiga Jelar                                     | Großschanze   | 125,5 m                                         | 114,3        | 26           | 131,0 m                                         | 117,0        | 14           | 231,3  | 25     |
| Lovro Kos                                      | Normalschanze | 095,0 m                                         | 106,2        | 25           | 092,0 m                                         | 103,6        | 28           | 209,8  | 29     |
| Lovro Kos                                      | Großschanze   | 090,2 m                                         | 111,3        | 31           | DNQ                                             | DNQ          | DNQ          | 111,3  | 31     |
| Anže Lanišek                                   | Normalschanze | 094,5 m                                         | 109,7        | 23           | 098,0 m                                         | 122,3        | 11           | 232,0  | 17     |
| Anže Lanišek                                   | Großschanze   | 133,0 m                                         | 127,9        | 10           | 136,0 m                                         | 135,3        | 03           | 263,2  | 06     |
| Domen Prevc                                    | Normalschanze | 089,0 m                                         | 100,5        | 34           | DNQ                                             | DNQ          | DNQ          | 100,5  | 34     |
| Domen Prevc                                    | Großschanze   | 128,0 m                                         | 122,6        | 15           | 124,5 m                                         | 109,9        | 25           | 232,5  | 22     |
| Timi Zajc                                      | Normalschanze | 098,5 m                                         | 121,9        | 08           | 100,5 m                                         | 122,0        | 12           | 243,9  | 09     |
| Timi Zajc                                      | Großschanze   | 121,5 m                                         | 114,1        | 27           | 134,5 m                                         | 123,6        | 11           | 237,7  | 14     |
| Mixed                                          |               |                                                 |              |              |                                                 |              |              |        |        |
| Nika Prevc Timi Zajc Nika Križnar Anže Lanišek | Normalschanze | 099,5 m (1) 092,5 m (6) 098,5 m (3) 096,5 m (5) | 431,5        | 3            | 101,0 m (1) 097,5 m (5) 102,0 m (1) 090,0 m (7) | 440,5        | 2            | 872,0  | Bronze |